# Lukács Andrea
Lukács Andrea, születési nevén: Bodza Andrea (Budapest, 1967. október 28. – ) billentyűs, vokalista, Artisjus-díjas zenepedagógus, 2005 óta a Neoton Família Sztárjai formáció tagja.

## Életpályája
Hatéves korában kezdett zongorázni, középiskolai tanulmányait a budapesti konzervatóriumban végezte, majd zenetanári diplomát szerzett.
17 évesen a Bojtorján együttessel lépett fel először, ahol énekelt és zongorázott. Zenei pályájának kezdetén dolgozott Illés Lajossal és tagja volt a Moho Sapiens zenekarnak is.  Első hangfelvétele 1989-ben Pierrot „Az első hó” című dalának női szólama volt. 1990-től zongorista-énekesként a Szandi-Fenyő produkcióban, később Fenyő Miklós zenekarában is évekig közreműködött. Hat évig vendégszerepelt Európa-szerte későbbi férjével, Lukács Lászlóval. Számos hanglemezfelvétel közreműködője, mint énekes-vokalista. 2005-ben csatlakozott a Neoton Família zenekarához, ahol férjével, Lukács Lászlóval azóta is tagjai a formációnak. 2003 és 2018 között a Kőbányai Zenei Stúdió zenetanára. Három zenei tankönyv társszerzője, amiért 2009-ben zenepedagógusi Artisjus-díjban részesült.